# Amir Khan
|  | Per a altres significats, vegeu «Amir Ali Khan». |

Amir Iqbal Khan és el medallista olímpic de boxa britànic més jove, guanyant la medalla de plata als Jocs Olímpics d'Atenes de 2004 als 17 anys, és també un dels més joves campions del món britànics de la història, guanyant el títol de l'Associació Mundial de Boxa (AMB) de pes welter lleuger als 22 anys.
El 9 de març de 2010, Golden Boy Promotions anunci que el campió de l'AMB pes welter lleuger Amir Khan i l'ex campió mundial de pes welter lleuger Paulie Malignaggi lluitaran un combat pel títol mundial conjunt pel 15 de maig al Teatre del Madison Square Garden a Nova York. Immediatament després de la baralla, Khan va dir que volia barallar contra Marcos Maidana, i que ell no es retiraria de la divisió de pes welter lleuger fins que havia unificat els diversos cinturons, el que suggereix que la forma de fer això seria barallar amb Maidana, i després anar a enfrontar al guanyador de Devon Alexander vs. Timothy Bradley.
Khan va defensar amb èxit el seu títol per tercera vegada contra el campió de l'AMB interí i, el retador obligatori, Marcos Maidana. Que celebrava un rècord de 29 victòries, 27 nocauts i 1 derrota. Lamont Peterson va derrotar Khan llevant-li els títols de pes welter lleuger de l'AMB i de la Federació Internacional de Boxa (IBF) a Washington DC el 10 de desembre de 2011 per decisió dividida. A Khan se li van descomptar 2 punts en les rondes 7 i 12 per l'àrbitre Joe Cooper per empènyer. El seu següent baralla va ser el 14 de juliol de 2012, a Las Vegas, contra l'invicte porto-riqueny-estatunidenc Danny García pel campionat del Consell Mundial de Boxa (CMB). Khan també va manifestar el seu desig d'ascendir a la divisió de 147 lliures en cas d'èxit contra García, per a possibles baralles amb boxejadors d'alt perfil com Floyd Mayweather, Jr. i Timothy Bradley, encara que Bradley havia rebutjat prèviament una baralla amb Khan per lluitar contra Manny Pacquiao. Khan va arribar a la baralla amb García com un gran favorit. En les dues primeres rondes semblava estar en camí a una victòria decisiva. No obstant això, en la tercera ronda García va ser capaç d'aconseguir un cop contra el coll de Khan. Khan va ser sorprès pel cop i va caure a la lona, Khan va quedar visiblement danyat pel cop després d'una ràfega García, va caure a la lona. Finalment va caure per tercera vegada i la baralla va ser detinguda amb menys d'un minut restant a la ronda. Poc després de la seva derrota davant Danny García, Khan va fer l'anunci que anava a acomiadar al seu entrenador Freddie Roach a la recerca d'un nou. Oficialment es va anunciar que el seu nou entrenador anava a ser Virgil Hunter, l'entrenador del medallista d'or olímpic i l'invicte regnant de l'AMB i CMB pes súper mitjà Andre Ward.
Al cap de poc va anunciar que anava a fer la seva baralla de retorn contra l'invicte mexicà-estatunidenc, Carlos Molina (17-0, 7 KOs). La baralla va ser transmesa per Showtime, el 15 de desembre de 2012, i va tenir lloc al LA Sports Arena a Califòrnia. Khan va derrotar a Molina per knockout tècnic en el desè assalt i va guanyar el títol del CMB pes welter lleuger de plata.